# Schauspielschule Genzmer
Die Schauspielschule Genzmer ist eine private Schauspielschule. Sie wurde 1952 von Hertha Genzmer in Wiesbaden gegründet. Seit 2005 firmiert die Schule unter dem Namen Wiesbadener Schule für Schauspiel. Sie befindet sich im Westend in der Wellritzstraße 38.
Das private Institut wird von einem gemeinnützigen Verein (Schauspielschule Genzmer e. V.) getragen und finanziell vom Kulturamt der Landeshauptstadt Wiesbaden und dem Hessischen Ministerium für Wissenschaft und Kunst unterstützt. Darüber hinaus wird Schulgeld erhoben. Seit der staatlichen Anerkennung im Mai 2001 sind die Schüler der Wiesbadener Schule für Schauspiel BAFöG-berechtigt. Die Schule ist Gründungsmitglied des Verbandes der privaten deutschsprachigen Schauspielschulen (VdpS e. V.).

## Ausbildung
Ziel ist die Ausbildung junger Menschen für den Beruf des Schauspielers für Bühne und Film und als Sprecher für Funk und Fernsehen. Im Unterschied zu vielen anderen Schulen bietet die Wiesbadener Schule für Schauspiel eine dreimonatige Probezeit an. In dieser Zeit erhalten die Auszubildenden in vielen Lehrplan-Fächern Unterricht. Nach bestandener dreimonatiger Probezeit dauert die sich anschließende Ausbildung in der Regel drei Jahre. Nach dem ersten Ausbildungsjahr ist eine Zwischenprüfung abzulegen, nach zwei weiteren Jahren die Abschlussprüfung.
Der vom Ministerium vorgegebene Lehrplan umfasst die Bereiche Atem/Stimme/Sprechen, Theorie, Rollenspiel und Körperarbeit. Die Einrichtung unterrichtet im Bereich Rollenarbeit ab dem ersten Ausbildungsjahr im Duo-Unterricht und ab dem zweiten Jahr im Einzelunterricht. Der Lehrplan wird durch Workshops ergänzt, in denen die einzelnen Ausbildungsbereiche vertieft oder weiterführende Kenntnisse zum späteren Tätigkeitsbereich vermittelt werden. Jährlich werden mit dem jeweiligen Ensemble des Hauptkurses mindestens zwei Theaterproduktionen erstellt. Die Abschlussprüfung wird von einer dreiköpfigen Prüfungskommission unter Vorsitz eines Vertreters des Hessischen Ministeriums für Wissenschaft und Kunst abgenommen.

## Bekannte Schüler
- Schauspielschule Genzmer
  - Brigitte Böttrich
  - Karin Dor
  - Veronika Faber
  - Horst Janson